# 红枝虎耳草
红枝虎耳草是虎耳草科虎耳草属多年生草本植物，原产西北欧和中欧。

## 亚种
- 红枝虎耳草（原亚种）：德国南部和中部，法国东部，爱尔兰，冰岛，法罗群岛；在英国已野外灭绝。[1]
- 阿伦莫尔虎耳草：阿伦莫尔岛。[1]
- 施蓬海姆虎耳草：比利时，法国东部，德国西部，捷克斯洛伐克，波兰西南部。[1]
- 捷克虎耳草：捷克。[2]